# Низководные мосты

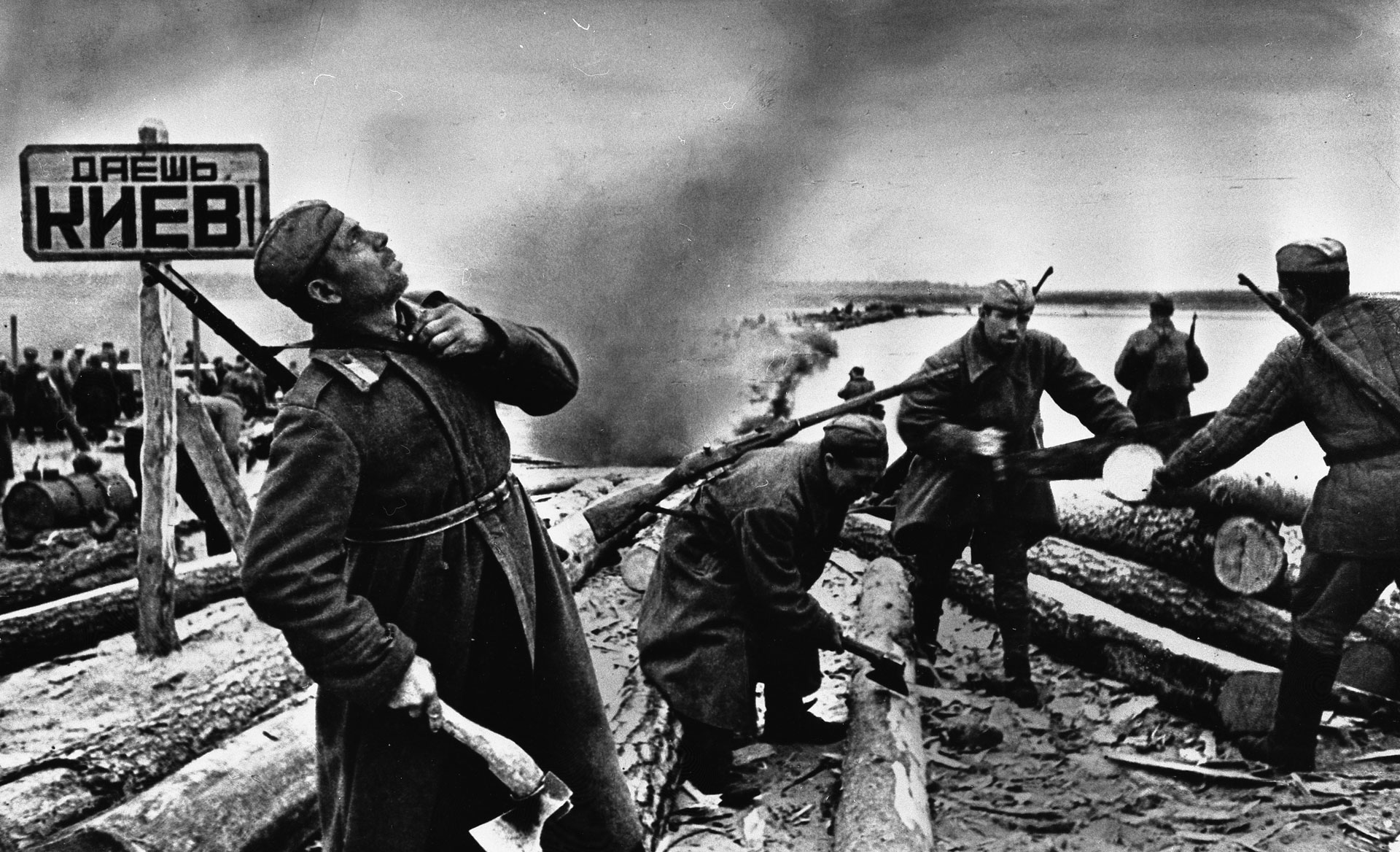
Строительство низководного моста через Днепр, при форсировании.

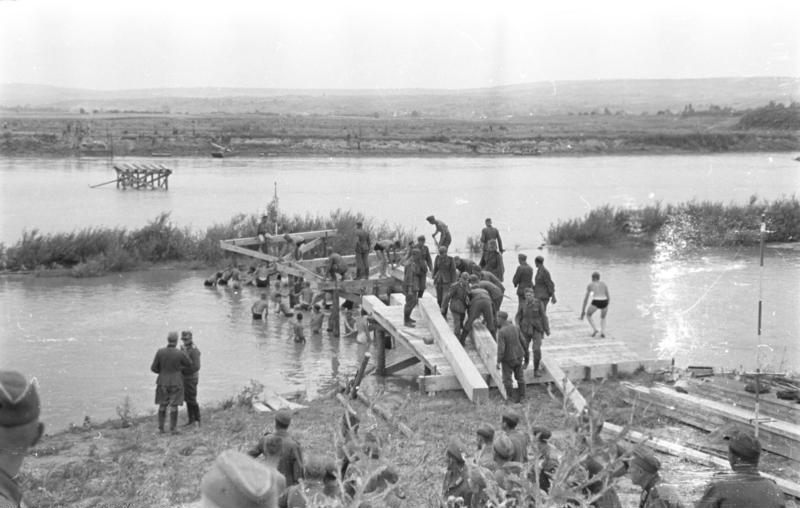
Немецкие сапёры строят низководный мост через реку Прут.

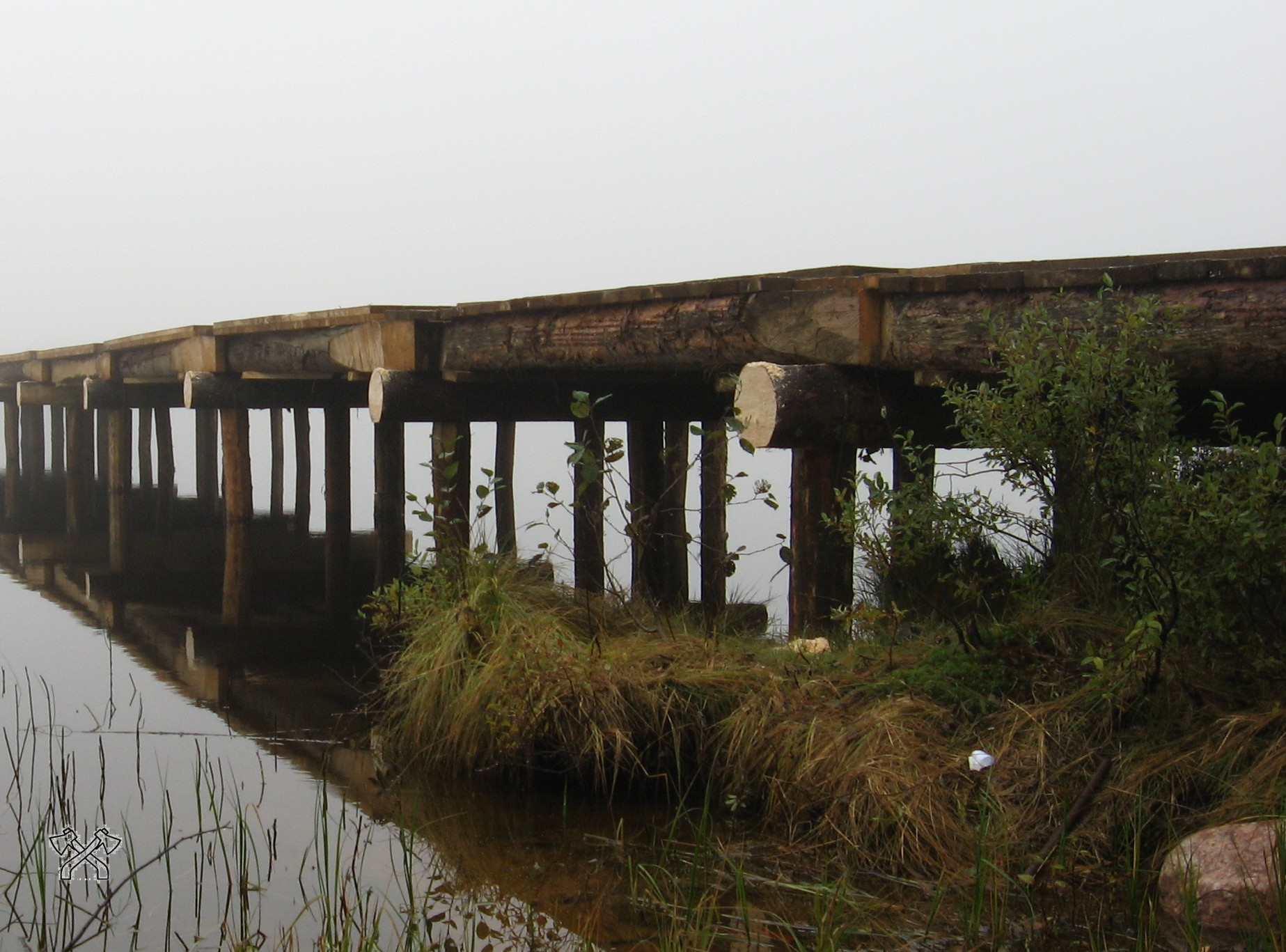
Военный мост, низководный деревянный мост на свайных опорах.

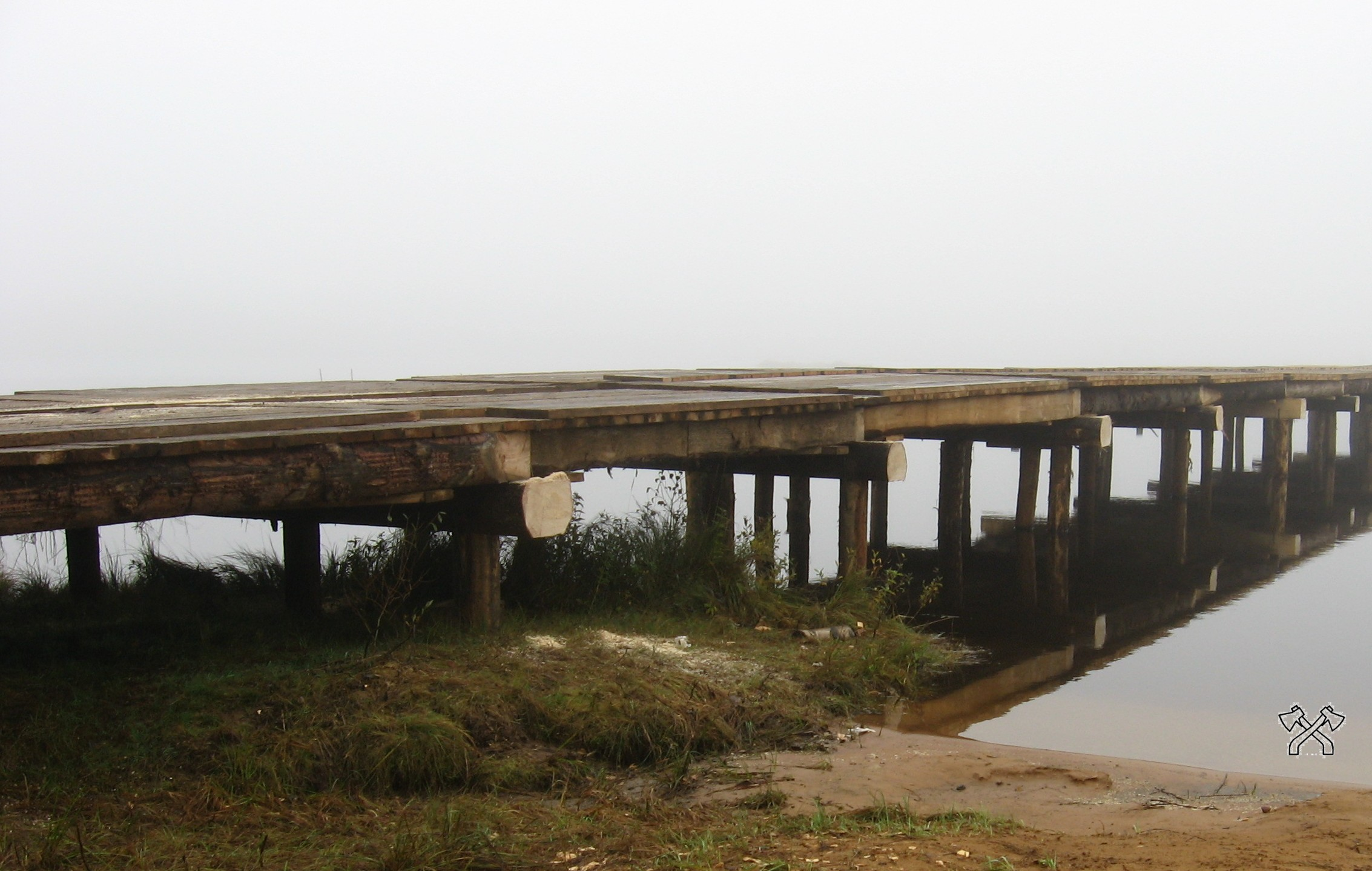
Низководный мост на свайных опорах под грузы 60 тонн.

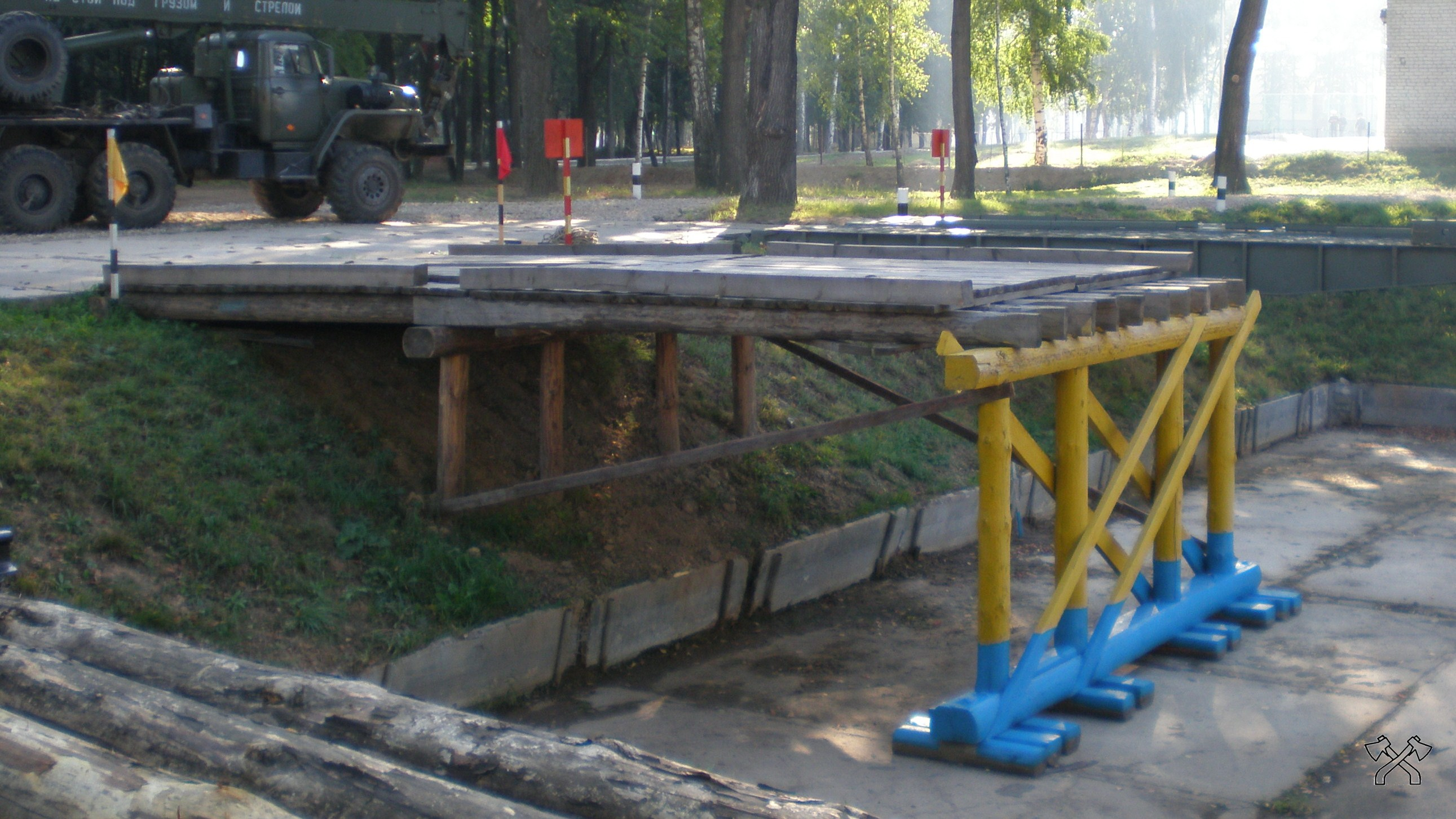
Заготовка низководного моста, первая опора свайная, вторая — рамная.

Низководный мост (НВМ) — искусственное сооружение (мост), возведённое для преодоления препятствия (река, озеро, болото, овраг, пролив и так далее) на небольшой (незначительно возвышается над горизонтом меженных вод) высоте над его поверхностью.
При проходе высоких вод пролетные строения НВМ могут затопляется, в основном это временные мосты, на водных преградах имеющих течение, а также мосты возводимые в период военных (боевых) действий.

## История
Для переправы войск используются различные средства и способы одним, и из них является мостовая переправа где используется НВМ.
Низководный мост относится к военным мостам на жёстких опорах. Низководные мосты предназначены для обеспечения преодоления водных преград и других препятствий войсками на путях их движения (колонных путях, военно-автомобильных дорогах и железных дорогах), манёвра и эвакуации. Они позволяют заменить понтонно-мостовые средства и механизированные мосты для обеспечения переправы войск на последующих водных преградах.
Низководные мосты строятся без учёта возможности пропуска под ними ледохода, высоких вод, судов и переправочных средств. Подмостовая высота низководного моста должна быть не менее 0,5 метра. В основном НВМ строятся однопутными, но при необходимости обеспечения интенсивного двухстороннего движения могут возводиться и двухпутные НВМ. Ширина проезжей части однопутных мостов — 4,2 метра, двухпутных — 7 метров.
Низководные мосты строятся из конструкций, изготавливаемых специальными войсками из местных или привезённых материалов. В качестве местных материалов используют лес на корню, лесоматериал (брёвна, брусья, доски), имеющийся на складах или получаемый от разборки строений, а также стальной прокат (швеллеры, двутавры, уголковая сталь, трубы, рельсы, полосовая и круглая сталь).
Низководный мост, в зависимости от конструкции, состоит из пролётных строений, опор с насадками и так далее. Пролетное строение состоит из проезжей и несущей частей. По проезжей части, состоящей из настила и колесоотбоев, происходит движение личного и конного состава, вооружения и военной техники.
Конструкции пролетных строений могут изготавливаться заранее и транспортироваться к месту постройки НВМ в виде укреплённых блоков. Применение блочных конструкций пролетных строений обеспечивает:
- уменьшение времени и объёма работ, выполняемых на преодолеваемой преграде;
- широкое и более эффективное использование средств механизации;
- более высокое качество изготовления мостовых конструкций.

В НВМ применяют свайные, рамные, комбинированные (свайно-рамные), клеточные и башенные опоры. Свайные опоры НВМ применяются через преграды, когда грунт позволяет забивать сваи. Они обладают особой прочностью, поперечной и продольной жесткостью и являются основным видом опор для НВМ. Состоят из колейных свай, насадок, поперечных, горизонтальных и диагональных и откосных свай.
Рамные опоры НВМ применяют как правило при постройке мостов через суходолы, овраги, а также через водные преграды глубиной воды до одного метра, и скорость течения один (полтора) метр/секунду и меньше, при каменистом дне, где забивка свай затруднена или невозможна. Рамная опора состоит из стоек, насадки, лежня, диагональных схваток и подкладок под лежень (при средних и слабых грунтах препятствия).
Свайно-рамные (комбинированные) опоры НВМ применяются в тех случаях, что и свайные, но на большем горизонте — высоте.
Клеточные опоры НВМ применяются при высоте опоры не более 1,2 метра через узкие водные преграды, имеющие глубину воды до одного метра, и скорость течения один метр/секунду и меньше, при достаточно плотных грунтах дна.

## Средства механизации строительства мостов и заготовки мостовых конструкций
К средствам механизации строительства низководных мостов и заготовки мостовых конструкций относятся:
- мостостроительные установки УСМ, УСМ-2, УСМ-3;
- комплекты мостостроительных средств КМС, КМС-Э;
- автомобильные краны;
- автомобили различной грузовой подъёмности;
- бензомоторные пилы;
- лесопильные рамы ЛРВ, ЛРВ-1, ЛРВ-2;
- передвижные электрические станции ЭСБ-8И, ЭСБ-4ИД и ЭСБ-8И.
- и другие.